# Michael Mancienne
Michael Mancienne (Isleworth, 8 januari 1988) is een Engels voetballer die bij voorkeur als verdediger speelt. Hij tekende in augustus 2018 een contract bij New England Revolution, dat hem overnam van Nottingham Forest FC.
Mancienne doorliep de jeugdopleiding van Chelsea FC. Dat verhuurde hem van 2006 tot en met 2008 aan Queens Park Rangers. Hij debuteerde onder Guus Hiddink op 28 februari 2009 in de hoofdmacht van Chelsea, in de gewonnen thuiswedstrijd tegen Wigan Athletic FC. Mancienne brak nooit door bij de club en werd in de seizoenen 2008/09, 2009/10 en 2010/11 weer verhuurd, aan Wolverhampton Wanderers. Medio 2011 maakte hij de overstap naar Hamburger SV, waar hij werd binnengehaald door toenmalig technisch manager van Chelsea Frank Arnesen.
Manciennes roots liggen op de Seychellen, maar hij verkoos om uit te komen voor de Engelse nationale jeugdploegen in plaats van het Seychels nationaal voetbalelftal.

## Clubstatistieken
| Seizoen | Club                                | Land                      | Competitie          | Duels | Goals |
| ------- | ----------------------------------- | ------------------------- | ------------------- | ----- | ----- |
| 2006/07 | Chelsea FC                          | Vlag van Engeland         | Premier League      | 0     | 0     |
| 2006/07 | → Queens Park Rangers FC (huur)     | Vlag van Engeland         | Championship        | 28    | 0     |
| 2007/08 | → Queens Park Rangers FC (huur)     | Vlag van Engeland         | Championship        | 30    | 0     |
| 2008/09 | Chelsea FC                          | Vlag van Engeland         | Premier League      | 4     | 0     |
| 2008/09 | → Wolverhampton Wanderers FC (huur) | Vlag van Engeland         | Championship        | 10    | 0     |
| 2009/10 | → Wolverhampton Wanderers FC (huur) | Vlag van Engeland         | Premier League      | 31    | 0     |
| 2010/11 | → Wolverhampton Wanderers FC (huur) | Vlag van Engeland         | Premier League      | 16    | 0     |
| 2011/12 | Hamburger SV                        | Vlag van Duitsland        | Bundesliga          | 16    | 0     |
| 2012/13 | Hamburger SV                        | Vlag van Duitsland        | Bundesliga          | 21    | 0     |
| 2013/14 | Hamburger SV                        | Vlag van Duitsland        | Bundesliga          | 14    | 0     |
| 2014/15 | Nottingham Forest FC                | Vlag van Engeland         | Championship        | 37    | 0     |
| 2015/16 | Nottingham Forest FC                | Vlag van Engeland         | Championship        | 31    | 0     |
| 2016/17 | Nottingham Forest FC                | Vlag van Engeland         | Championship        | 28    | 0     |
| 2017/18 | Nottingham Forest FC                | Vlag van Engeland         | Championship        | 29    | 0     |
| 2018    | New England Revolution              | Vlag van Verenigde Staten | Major League Soccer | 10    | 0     |
| Totaal  | Totaal                              | Totaal                    | Totaal              | 306   | 0     |

4 Morato ·
5 Murillo ·
6 Sangaré ·
7 Williams ·
8 Anderson ·
9 Awoniyi ·
10 Gibbs-White ·
11 Wood ·
12 Omobamidele ·
14 Hudson-Odoi ·
15 Toffolo ·
16 Domínguez ·
17 Moreira ·
18 Ward-Prowse ·
19 Moreno ·
21 Silva ·
21 Elanga ·
22 Yates  ·
24 Sosa ·
25 Dennis ·
26 Sels ·
28 Danilo ·
30 Boly ·
31 Milenković ·
32 O'Brien ·
33 Miguel ·
34 Aina ·
Coach: Nuno
· Assistent-coach: Reid